# 达内尔·希尔曼
达内尔·希尔曼（英語：Darnell Hillman，1949年8月29日—），美国NBA联盟职业篮球运动员。他在1971年的NBA选秀中第1轮第8顺位被金州勇士选中。